# Figueira e Barros
Figueira e Barros ist eine Gemeinde (Freguesia) im portugiesischen Kreis Avis. In ihr leben 248 Einwohner (Stand 19. April 2021).